# Alipiopsitta xanthops
La amazona del Cerrado (Alipiopsitta xanthops), también denominada loro cara amarilla (en Paraguay) o amazona chica, es una especie de ave de la familia de los loros. Puebla las sabanas del cerrado brasileño y parte de Bolivia. Es la única especie del género Alipiopsitta